# Monopol naturalny
Monopol naturalny (inaczej: monopol rynkowy; ang. natural monopoly) – jeden z modeli monopolu, w którym jeden podmiot uzyskuje dominującą pozycję na rynku ze względu na wyłączny dostęp do surowców, wiedzy bądź infrastruktury, a nie dzięki wyeliminowaniu konkurencji i koncentracji produkcji (tzw. monopol sztuczny). W modelu tym przedsiębiorstwa najczęściej uzyskują pozycję monopolistyczną w sferze usług użyteczności publicznej, jak obsługa wodociągów, zarządzanie siecią kolejową czy dostawy energii elektrycznej, gdzie ze względów praktycznych tylko jeden podmiot uzyskuje koncesję na obsługę danej sfery gospodarki. 
Cechy monopolu naturalnego mają zwykle przedsiębiorstwa użyteczności publicznej. Monopolistą może być także samo państwo lub należące do niego przedsiębiorstwa lub agencje.
Powstawanie monopoli naturalnych wynika z ograniczonej ilości zasobów naturalnych, takich jak ziemia, woda czy energia. Jednocześnie ich niemal na całym świecie ograniczany jest przez poszczególne państwa wprowadzające regulacje i ograniczenia, zwłaszcza w dziedzinie zaspokajania podstawowych potrzeb obywateli. W określonych sytuacjach monopol naturalny może mieć formę przejściową, na przykład gdy przez ograniczony okres jedno przedsiębiorstwo posiada patent na produkcję wyjątkowego produktu (na przykład szczepionki przeciw grypie) lub licencję na wykonywanie konkretnej usługi.
Dzięki osiągnięciu pozycji monopolistycznej przedsiębiorstwo może wytwarzać dane dobro taniej oraz efektywniej niż kilka konkurencyjnych przedsiębiorstw. Najczęściej wiąże się to z korzyściami skali, gdyż wraz ze wzrostem produkcji spada koszt jednostkowy wytworzenia tego dobra. Monopolistą naturalnym może być także przedsiębiorstwo, które jest o wiele bardziej efektywne niż jego konkurenci.